# 梅斯特里诺
梅斯特里诺（義大利語：Mestrino），是意大利威尼托大区帕多瓦省的一个市镇。总面积19.3平方公里，人口10800人，人口密度559.6人/平方公里（2009年）。国家统计（ISTAT）代码为028054。